# Ursus (przedsiębiorstwo)
Ursus (do 2012 POL-MOT Warfama) – producent z branży motoryzacyjnej z siedzibą w Dobrym Mieście. Po wykupieniu marki Ursus w 2011 roku spółka produkuje pod tą nazwą.
Specjalizowała się w produkcji: ciągników, maszyn rolniczych, przyczep, trolejbusów, autobusów i samochodów osobowych z napędem elektrycznym oraz linii technologicznych do produkcji pelletu i biomasy.
Siedziba główna spółki znajduje się w Dobrym Mieście, w którym jest jeden z dwóch zakładów produkcyjnych (drugi jest w Lublinie). W Warszawie spółka posiada biuro.
Spółka od grudnia 2007 do października 2022 była notowana na warszawskiej giełdzie.
Od 17 listopada 2020 spółka znajdowała się w restrukturyzacji. 13 lipca 2021 roku sąd ogłosił upadek spółki.
KGS Restrukturyzacje sp. z o.o. została wyznaczona syndykiem Emitenta na podstawie postanowienia Sądu Rejonowego dla m.st. Warszawy w Warszawie XVIII Wydziału Gospodarczego dla spraw upadłościowych i restrukturyzacyjnych z dnia 12 lipca 2021 r. wydanego w sprawie o sygn. akt XVIII GU 153/21.
Rada nadzorcza Ursusa odwołała z zarządu Andrzeja Młotka i Ryszarda Jacyno i postanowiła, że zarząd będzie działał w składzie jednoosobowym. Rada nadzorcza delegowała do zarządu swojego przedstawiciela – Andrzeja Zarajczyka, który jest głównym udziałowcem i Przewodniczącym Rady Nadzorczej Ursusa.
Do Sądu Rejonowego dla m.st. Warszawy w Warszawie XVIII Wydział Gospodarczy dla spraw Upadłościowych i Restrukturyzacyjnych wpłynęło zażalenie URSUS S.A. na postanowienie Sądu Rejonowego dla m.st. Warszawy w Warszawie XVIII Wydział Gospodarczy dla spraw Upadłościowych i Restrukturyzacyjnych z dnia 12 lipca 2021 roku, sygn. akt XVIII GU 153/21 w przedmiocie oddalenia wniosku o otwarcie postępowania sanacyjnego oraz ogłoszenia upadłości URSUS S.A.
W październiku 2024 Ursus został zakupiony przez spółkę M.I. Crow sp. z .o. o. za kwotę 74 mln PLN.

## Historia

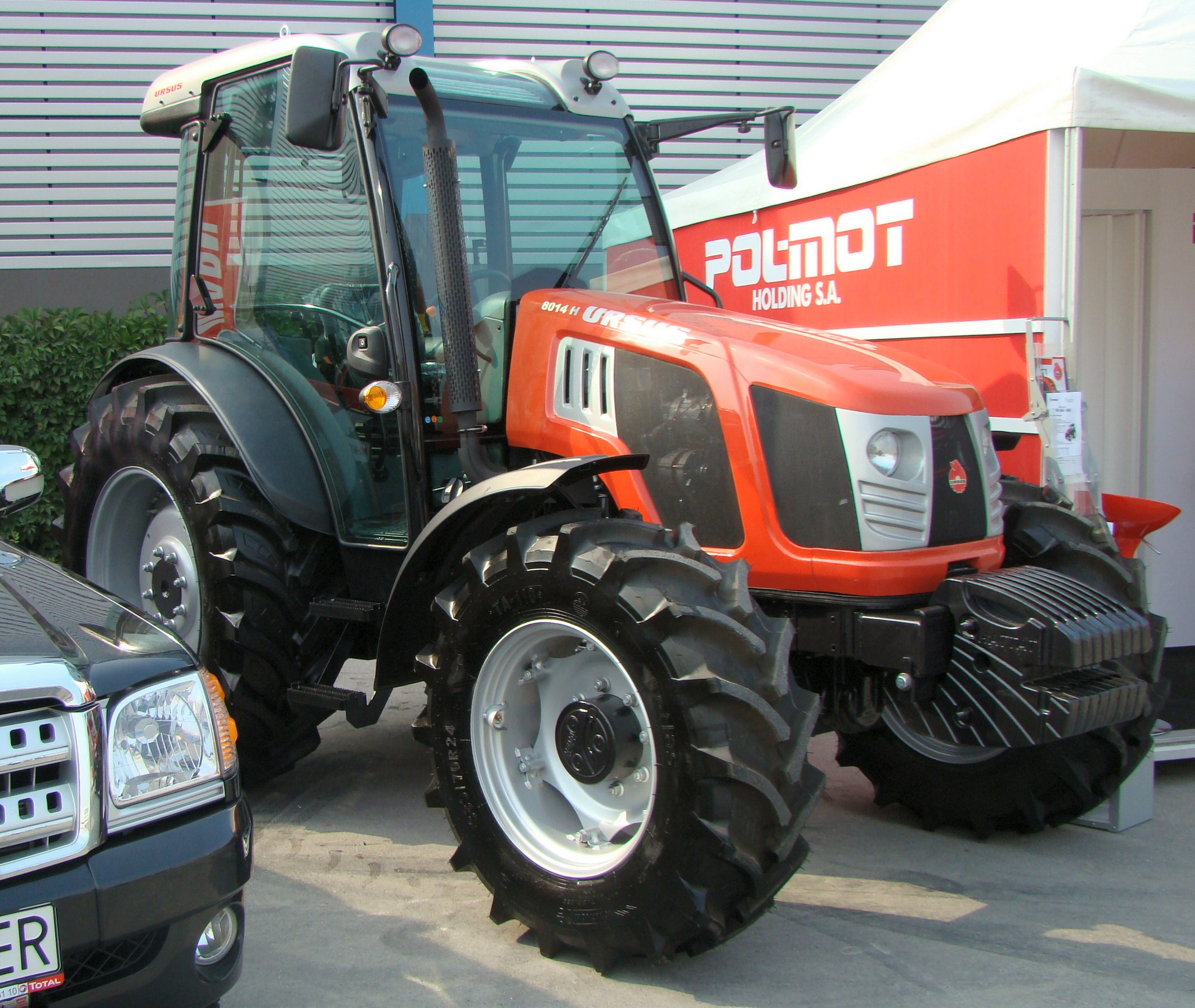
Ciągnik Ursus 8014H

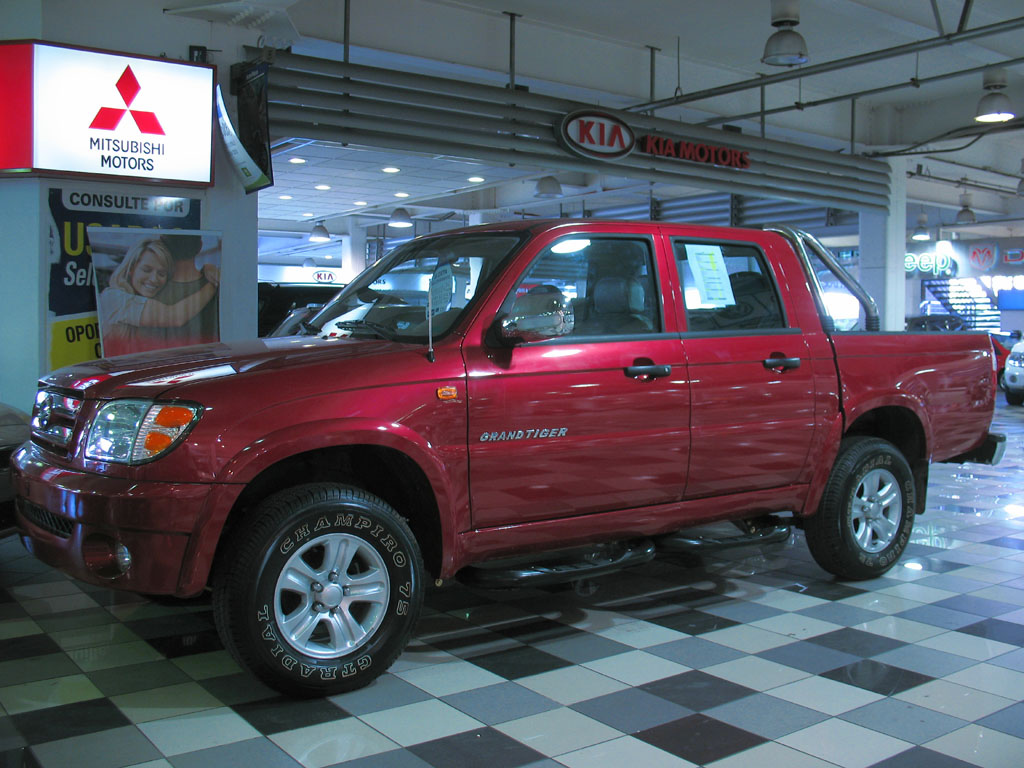
Montowany dawniej przez zakłady Ursus ZX Grand Tiger

W 1946 r. w Dobrym Mieście powstało przedsiębiorstwo państwowe – Warmińska Fabryka Maszyn Rolniczych Agromet-Warfama. Początkowo asortyment przedsiębiorstwa stanowiły proste młocarnie Jutrzenka.
Prywatyzacja zakładu rozpoczęła się postanowieniem Wojewody Olsztyńskiego z dnia 1 lipca 1996 r. Dnia 10 stycznia 1997 r. została utworzona spółka „POL-MOT WARFAMA” spółka z o.o. w Dobrym Mieście, która przejęła całość majątku zlikwidowanej Warmińskiej Fabryki Maszyn Rolniczych „Agromet-Warfama” w Dobrym Mieście i stała się następcą prawnym tego przedsiębiorstwa państwowego, której właścicielem zostało Pol-Mot Holding. Dnia 24 czerwca 1997 r. „POL-MOT Warfama” spółka z o.o. w Dobrym Mieście została przekształcona w spółkę akcyjną.
W 2004 roku zostały nabyte, od zakładu Produkcyjno-Handlowy „PLONEX” Sp. z o.o., licencje na dokumentację konstrukcyjną oraz prawa do produkcji koparko - ładowarki „Waryński 510” (maszyna zabudowana na ciągniku Ursus 5314, produkowana później jako Warmia 510), praw  autorskich oprzyrządowania oraz prawa do produkcji koparko - ładowarek Mikrus 7 i Mikrus 12 oraz ladowaqrki Mikrus 1N.
W 2006 nastąpiła fuzja z Pol-Mot TUR S.A. w Biedaszkach Małych. W tym samym roku podpisano umowę o współpracy handlowej z chińskim koncernem Shandong Foton Heavy Industries Co., Ltd w zakresie dystrybucji jego wyrobów na rynku polskim i rynkach ościennych, na mocy której rozpoczęła się dystrybucja traktorów Foton.
Rok później Pol-Mot Warfama zadebiutowała na Giełdzie Papierów Wartościowych w Warszawie. W 2009 nastąpiło połączenie z FMR Pol-Mot Opalenica sp. z o.o.
20 maja 2009 r. została zawarta z turecką spółką Hattat Tarım umowa o kooperacji w produkcji ciągników rolniczych o mocy 75-100 KM. W 2010 spółka zakupiła nieruchomości w Lublinie od syndyka masy upadłości Daewoo Motor Polska sp. z o.o.
26 kwietnia 2011 r. Pol-Mot Warfama podpisał z Bumar Sp. z.o.o. umowy sprzedaży 100% udziałów w spółce Ursus Sp. z.o.o., znaków towarowych Ursus oraz ciągników marki „Ursus”. W dniu zostały podpisane protokoły zamknięcia do każdej z zawartych umów, tym samym Pol-Mot Warfama stała się wyłącznym właścicielem oraz dysponentem zarówno znaku towarowego Ursus, jak i spółki Ursus Sp. z.o.o.. Rok później nastąpiła zmiana firmy Pol-Mot Warfama S.A. na Ursus S.A. w dniu 12 lipca 2011 r. POL-MOT Warfama S.A. sprzedała Instytutowi Prawa Upadłościowego i Naprawczego sp. z o.o. w Lublinie wszystkie posiadane udziały w spółce LZM2 sp. z o.o. (dawniej Ursus sp. z o.o.). Dnia 07.11.2011r. została zawarta umowę licencyjną na używanie znaków towarowych URSUS przy oznaczaniu części do ciągników z firmą Zakład Produkcyjno-Handlowy ROLMAR Andrzej Markowski.
W 2013 r. spółka przeniosła siedzibę z Dobrego Miasta do Lublina. W 2014 r. spółka wprowadziła na rynek model ciągnika Ursus 11054. W tym samym roku Ursus S.A. podjął współpracę z Wydziałem Mechanicznym Wojskowej Akademii Technicznej oraz Politechniką Lubelską. W tym samym roku został strategicznym sponsorem Motoru Lublin.
5 marca 2014 r. zostało zawarte porozumienie o współpracy z Wojskową Akademią Techniczną oraz Fabryką Osi Napędowych – SKB spółka z ograniczoną odpowiedzialnością S.K.A. z siedzibą w Radomsku, rozszerzające dotychczas prowadzoną współpracę z Wojskową Akademią Techniczną. 27.10.2014 r. została zawarta umowa licencyjna oraz umowa o wsparciu technicznym z pakistańską spółką FarmAll Technology (Private) Limited z siedzibą w Lahore.
Wraz z początkiem roku 2015 Spółka wprowadziła na rynek nowe model ciągników Ursus C-380, C380M, C-360, C-382. 27 listopada 2015 r. została podpisana umowa z Narodowym Centrum Badań i Rozwoju na dofinansowanie projektu POIR.01.01.02-00-86/15-00 pt. „Rozwój innowacyjnej, uniwersalnej konstrukcji układów przeniesienia mocy do ciągników rolniczych” (VIGUS).
8 marca 2016 r. została zawarta umowa z MOTORSAZAN of Iran Tractor MFG Co. z siedzibą w Tabriz (Iran) na dostawy elementów do montażu ciągników.
21 lutego 2017 zostało zawarte porozumienie o współpracy z irańską spółką Iran Tractor Manufacturing Company (ITMCO).
W sierpniu 2019 Ursus w ramach planu restrukturyzacji podpisał list intencyjny o sprzedaży zakładu w Opalenicy holenderskiej spółce Trioliet. W marcu 2020 Trioliet Polska stał się nowym właścicielem zakładu w Opalenicy.
Od stycznia 2020 siedziba główna spółki ponownie znajduje się w Dobrym Mieście.
W 2022 r. uchwałą giełdy wycofana z obrotu na GPW.

## Prezesi zarządu
- Jan Wołodźko
- Zbigniew Prus
- Grzegorz Bartosik (od 9.02.2007 r. do 20.05.2008 r.)
- Stanisław Kulas (od 20.05.2008 r. do 22.11.2009 r.)
- Adam Dobieliński (od 22.11.2009 r. do 05.11.2013 r.)[24]
- Karol Zarajczyk (od 05.11.2013 r. do 3 grudnia 2018)[25]
- Tomasz Zadroga (od 3 grudnia 2018 r. do 9 lipca 2019)[26]
- Arkadiusz Miętkiewicz (od 10 lipca 2019 do 31 października 2019)
- Andrzej Młotek (od 24 marca 2020)
- Andrzej Zarajczyk (od 12 stycznia 2022 r.)[27]